# Krasnomajskij
Krasnomajskij (in russo  Красномайский?) è un insediamento di tipo urbano della Russia europea, situato nell'oblast' di Tver', nel Vyšnevolockij rajon.
Si trova sul fiume Šlina, 297 km a ovest di Tver' e a 8 km da Vyšnij Voločëk.